# 8. század

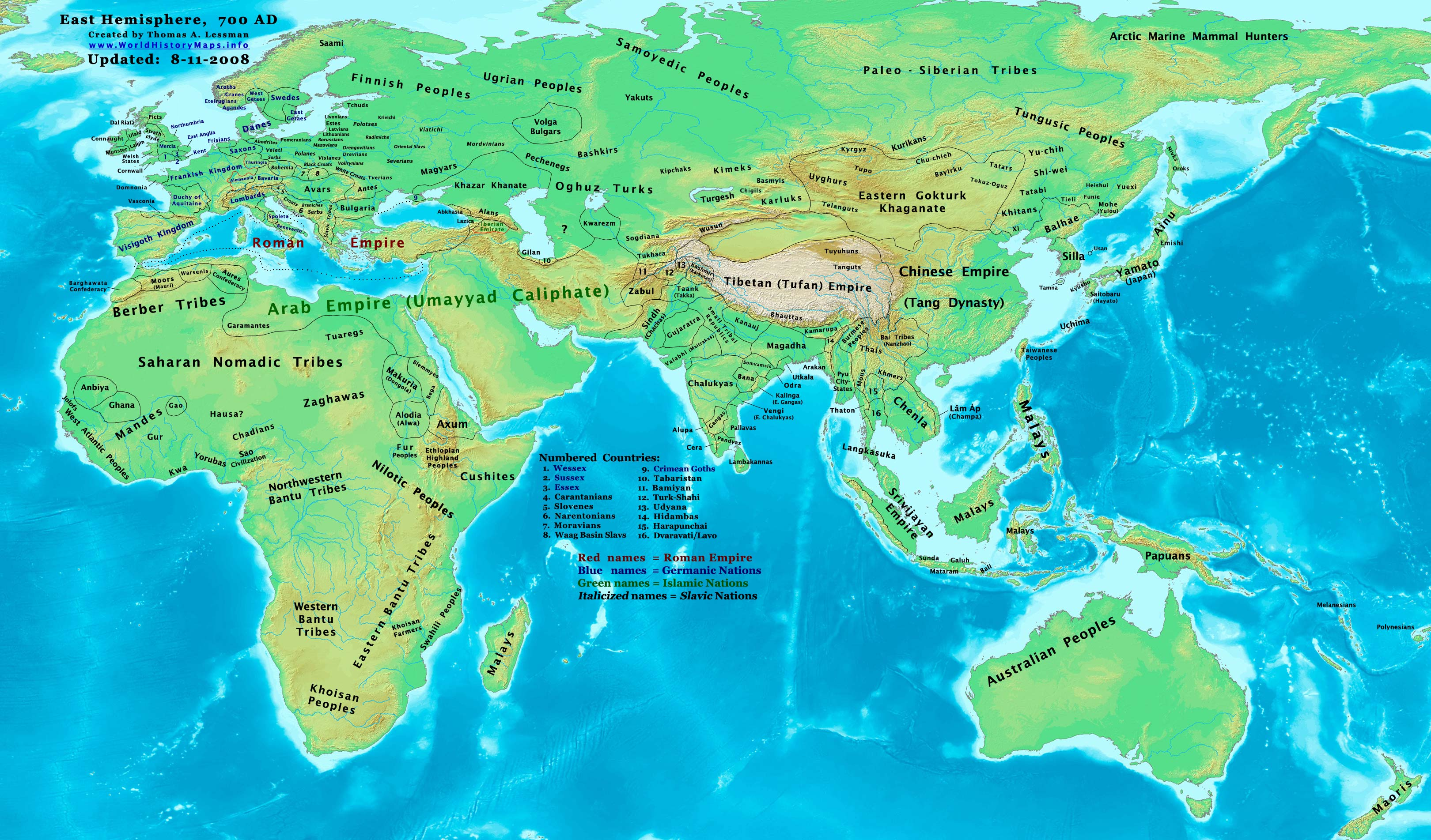
A világ keleti fele a 8. század elején (angol nyelvű)

A 8. század az időszámításunk szerinti 701–800 -ig tartó éveket foglalja magába.

## Események

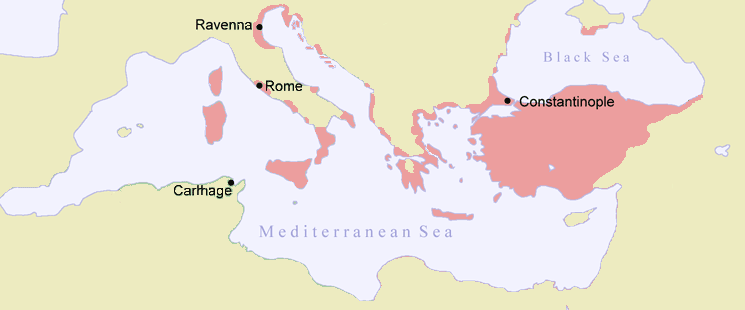
A Bizánci Birodalom birtokai 717-ben

A Frank Birodalom növekedése, évszámokkal (német nyelvű)

### Európa, Mediterráneum
- 711 A Jeres de la Frontera melletti ütközetben a Tárik (wd) vezette arabok legyőzik a nyugati gótokat
- 711-715 Az arabok Tárik vezetésével meghódítják az Ibériai-félsziget nagy részét (→ Al-Andalusz)
- 711-755 Hispania a damaszkuszi kalifátus fennhatósága alá tartozik
- 718 III. Leó(n) bizánci császár vereséget mér a Konstantinápolyt ostromló arabokra. Kis-Ázsia bizánci kézen marad.
- 722 Asztúria királyságának megalapítása
- 732 Poitiersnél Martell Károly legyőzi az arabokat és kiszorítja őket Dél-Franciaországból. A nyugati arab terjeszkedés elakad.
- 751 Kis Pippint, a frank király majordomusát a birodalmi gyűlés Soissons-ban királlyá választja
- 751 Aistulf longobárd király elfoglalja Ravennát, a bizánci uralom itáliai központját, és Róma megszerzésére törekszik.
  - II. István pápa Pippin frank királytól kér segítséget
  - 754-756 Pippin hadjárata a longobárdok ellen. Aistulf longobárd király elismeri a frank fennhatóságot. A pápai állam kezdete
- 756: Az Ibériai-félszigeten létrejön a Damaszkuszi Kalifátustól független Córdobai Kalifátus
- 768-tól Nagy Károly a frankok királya
  - 772 Nagy Károly a pogány szászok elleni háborúinak kezdete
  - 773-774 A longobárd államot beolvasztja a birodalmába
  - 778 Sikertelen hadjárata a cordobai kalifátus ellen
  - 789 Hadjárata a brandenburgi és pomerániai szláv törzsek ellen
  - 791-796 Frank hadjárat az avarok ellen. Az avar birodalom összeomlása.
  - 800 Nagy Károly császárrá koronázása
- 787 Első ízben jelennek meg normann portyázók Nyugat-Európában.

### Ázsia, Afrika

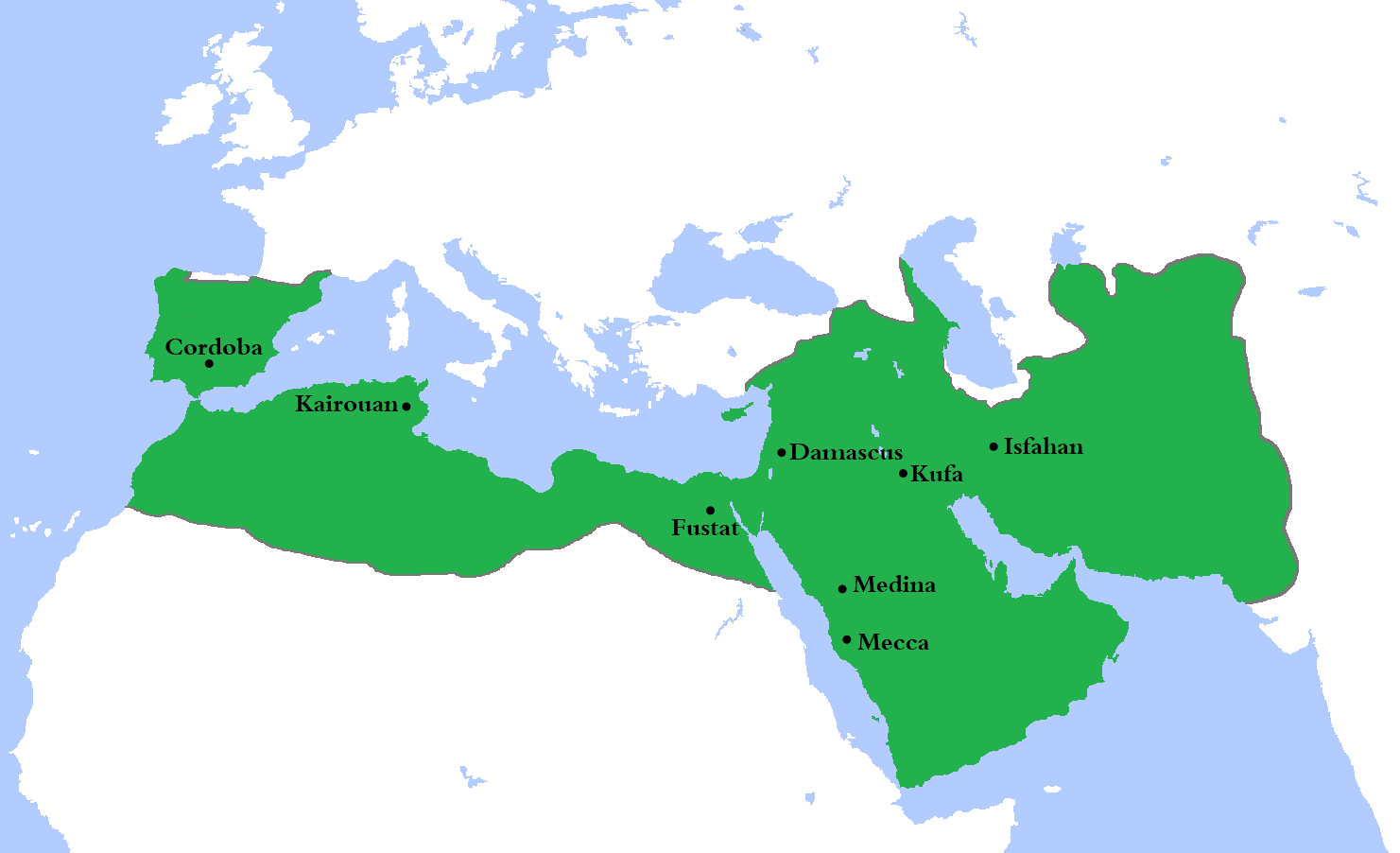
Az omajjádok birodalma 750 körül

- 705-715 Az arabok elfoglalják Közép-Ázsiát
- Az omajjádok alatt eléri legnagyobb kiterjedését az arab világbirodalom
- 749–750: Létrejön a közel-keleti és észak-afrikai területeket uraló Abbászida Kalifátus (fennáll: 1258-ig)
- 751 A kínaiak a Pamír elfoglalása után a Talasz folyó mellett vereséget szenvednek az araboktól. Az iszlám befolyás biztosítva lesz Belső-Ázsiában.
- 765: az első nyilvános gyógyszertár Bagdadban
- 786-tól Hárún ar-Rasíd bagdadi kalifa uralkodása
- 794-től A Heian-kor Japánban. Ebben az évben épül Heian városa
- Indiában a rádzsput államok keletkezése (Gudzsarát, Mevár, Ádzsmír)

### Közép-Amerika
- A klasszikus maja civilizáció sorvadásának kezdete

## Találmányok, felfedezések
- Mélyszántás bevezetése a Rajna völgyében.
- Kb. 770: vas lópatkó elterjedése

## Vallás

### Kereszténység
Képtisztelet
- Bizánci képrombolások
- 730 III. (Isauriai) Leó császár betiltja a képtiszteletet – szakítás a római egyházzal
- 754 Bizáncban hitelvi döntést hoznak, amely szerint Krisztus, az apostolok és a szentek emberi formában történő ábrázolása bálványimádás → átmeneti egyházszakadás
- 787 A II. nikaiai zsinat helyreállítja a képtiszteletet.
- 794 A frankfurti zsinat (wd) elveti a nikaiai zsinat határozatát a képtiszteletről. Nagy Károly a döntőbíró a zsinaton

Egyéb
- Bonifác (Bonifatius) angol szerzetes dél-németországi térítő missziója során elterjeszti a kereszténységet Bajorországban, Türingiában, Hessenben, és kialakítja az ottani egyházi szervezetet
- Beda Venerabilis († 735) angolszász szerzetes munkássága az ír-angol kolostori kultúra csúcspontja

## Híresebb személyek

### Uralkodó, hadvezér
- Hárún ar-Rasíd, bagdadi kalifa
- Martell Károly, frank uralkodó
- Kis Pippin, frank uralkodó
- Nagy Károly, frank uralkodó

### Egyéb
- Beda Venerabilis (kb. 672–735) angolszász szerzetes, a kora középkor egyik legjelentősebb tudósa
- Anianei Szt Benedek (kb. 750–821)

## Évtizedek és évek
Megjegyzés: A nyolcadik század előtti és utáni évek dőlt betűvel írva.
| 690-es évek | 690 | 691 | 692 | 693 | 694 | 695 | 696 | 697 | 698 | 699 |
| 700-as évek | 700 | 701 | 702 | 703 | 704 | 705 | 706 | 707 | 708 | 709 |
| 710-es évek | 710 | 711 | 712 | 713 | 714 | 715 | 716 | 717 | 718 | 719 |
| 720-as évek | 720 | 721 | 722 | 723 | 724 | 725 | 726 | 727 | 728 | 729 |
| 730-as évek | 730 | 731 | 732 | 733 | 734 | 735 | 736 | 737 | 738 | 739 |
| 740-es évek | 740 | 741 | 742 | 743 | 744 | 745 | 746 | 747 | 748 | 749 |
| 750-es évek | 750 | 751 | 752 | 753 | 754 | 755 | 756 | 757 | 758 | 759 |
| 760-as évek | 760 | 761 | 762 | 763 | 764 | 765 | 766 | 767 | 768 | 769 |
| 770-es évek | 770 | 771 | 772 | 773 | 774 | 775 | 776 | 777 | 778 | 779 |
| 780-as évek | 780 | 781 | 782 | 783 | 784 | 785 | 786 | 787 | 788 | 789 |
| 790-es évek | 790 | 791 | 792 | 793 | 794 | 795 | 796 | 797 | 798 | 799 |
| 800-as évek | 800 | 801 | 802 | 803 | 804 | 805 | 806 | 807 | 808 | 809 |